# 石川時光
石川 時光（いしかわ ときみつ、生年不詳 - 建武2年4月1日（1335年4月24日））は、鎌倉時代後期の武将。大和源氏の流れを汲む陸奥石川氏13代目当主。石川盛義の四男。従五位下宮内大輔、従四位下大膳大夫。夫人は岩城朝義の娘、義光の父、詮持の祖父。
元徳2年（1330年）4月、兄である12代当主家光が没すると、その長男光英が幼少であったため光英を養いつつ家督を継いだ。光教を名乗っていたが、北条時宗から一字を受けて時光と改める。
元弘元年（1331年）、後醍醐天皇が隠岐に遷され、天皇の呼びかけに応えて倒幕の兵が各地で挙がる。元弘3年（1333年）5月17日、長男義光の軍は新田義貞に武蔵国で合流し、鎌倉幕府討伐に参戦した。同年7月、時光は兵を率いて上洛し、従五位下宮内大輔に任ぜられる。
建武元年（1334年）2月、一族大寺光広、小高光顕とともに上洛。時光は従四位下大膳大夫、光広は左京亮、光顕は主膳正にそれぞれ任じられる。
建武2年（1335年）4月1日没し、長男の義光も父よりも先立ったので、甥の光英がその跡を継いだ。

## 系譜
```
石川時光━義光（従四位下大膳大夫）┳詮持（第15代当主）
　　　　　　　　　　　　　　　　　┣長女（早世）
　　　　　　　　　　　　　　　　　┣光春
　　　　　　　　　　　　　　　　　┣光俊
　　　　　　　　　　　　　　　　　┣光時（面川氏の祖）
　　　　　　　　　 　　　　　　　 ┣二女（早世）
　　　　　　　　　　　　　　　　　┣光定
　　　　　　　　　　　　　　　　　┣光久
　　　　　　　　　　　　　　　　　┣師宜
　　　　　　　　　　　　　　　　　┗八男（早世）
```